# Adriaan Koopman
Adrianus Arnoldus Koopman (Texel 29 juni 1837 – Nieuwendam 13 oktober 1919) was een Nederlandse werkman en gelegenheidsdichter.
Hij was de zoon van Cornelis Teunis Koopman, een timmerman, en Petronella Catharina Wilhelmina Oosthout. In 1862 trouwde hij met Anke Zeijlemaker, afkomstig van Vlieland. Het echtpaar kreeg vier kinderen: Aafje (1863), Teunis Cornelis (1864), Cornelis (1870) en Pieter Johannes (1879). Op Texel was hij onder meer steenzetter.
In 1888 verhuisde Koopman met zijn vrouw en jongste zoon naar Amsterdam. Daar werd hij veerman op een voetveer, waarmee hij voetgangers over de grachten zette.
Na het overlijden van zijn vrouw woonde Koopman afwisselend bij zijn zoons Cornelis en Teunis Cornelis, die zich inmiddels in Nieuwendam hadden gevestigd. In dat dorp overleed hij ook.
In Amsterdam ging Koopman gedichten schrijven, aanvankelijk voor bruiloften en partijen, later ook voor kranten en tijdschriften. Veel leverde hem dat niet op. In een brief uit december 1913 schreef hij daarover: "Ik geniet er echter niet veel voor, de voordeelen bestaan in vrij abonnement, en bij tusschenpoozen wat sigaren, ik kan er dus niet van eten, alleen slechts nu en dan eens rooken."
Veel van zijn gedichten zijn acrostichons waarbij de eerste letters van de regels een naam, woord of wens vormen. Hieronder als voorbeeld een verjaringslied met het Bijbelse begrip Eben-Haëzer, de naam van een beroemde gedenksteen die door de richter Samuël werd opgericht.
Een jaar heeft God u weer behoed,

Beschermd en welgedaan

En was U weer nabij en goed

Nog staat g' op 's levens baan

Hij heeft gestadig U geleid

Alleen door Zijn barmhartigheid

En brengt nu Hem steeds meer en meer

Zijn grooten Naam den lof en eer

En dank stijg' op naar 't Hemelhof

Roemt Hem dan zelfs uit 't aardsche stof.